# Słowianie
     Państwa z zachodniosłowiańskim językiem urzędowym
     Państwa ze wschodniosłowiańskim językiem urzędowym
     Państwa z południowosłowiańskim językiem urzędowym

Państwa z zachodniosłowiańskim językiem urzędowym
Państwa ze wschodniosłowiańskim językiem urzędowym
Państwa z południowosłowiańskim językiem urzędowym

Słowianie – grupa etnolingwistyczna w obrębie ludów indoeuropejskich posługujących się językami słowiańskimi. Zamieszkują Europę wschodnią, środkową i południową oraz pas północnej Azji – od Uralu po Ocean Spokojny. Stanowią najliczniejszą grupę ludności indoeuropejskiej w Europie.

## Nazwa

Plemiona słowiańskie w VII-IX wieku

### Gramatyka
Gramatycznie nazwa „Słowianie” w formie pojedynczej – „Słowianin” składa się z dwóch części: nazwy „Słow” oraz przyrostkowego formantu „-anin”, który w języku polskim oraz innych językach słowiańskich służy do tworzenia nazw odśrodowiskowych nazywających osobę od jego terytorialnego lub etnicznego pochodzenia. Polski formant „-anin” wywodzi się z języka prasłowiańskiego, ze skrzyżowania dwóch prasłowiańskich formantów – -enin(ь), oraz -janin(ь) za pomocą których tworzone są nazwy związane z przynależnością grupową osób pochodzących z jednego miejsca np. „krakowi-anin”, „ziemia-anin”, „Podhal-anin”, „Rzymi-anin” oraz notowany już w średniowiecznych dokumentach z 1400 roku „mieszcz-anin”, czyli osoba pochodząca z miasta. Formant ten używany jest również do określenia powinowactwa niezwiązanego z zajmowanym obszarem, a np. z wyznawaną religią, światopoglądem np. „chrześcij-anin”, „muzułm-anin”, „pog-anin”, „rastafari-anin”. Nazwa „Słowianie” jest etnonimem – nazwą etniczną.

### Etymologia nazwy
Nazwa jest bardzo stara i wywodzi się z języka prasłowiańskiego. We wszystkich językach słowiańskich nazwa własna etnosu jest podobna i zawiera rdzeń slav- / slov-. Został on powielony do pozostałych języków europejskich i w dostosowanych formach występuje jako jedyna nazwa etnosu słowiańskiego. Tylko w języku niemieckim w średniowieczu Słowian określano również nazwą (die) Wenden, zwłaszcza w stosunkach lokalnych z Serbami łużyckimi mieszkającymi na terenie Łużyc oraz Słoweńcami z Karyntii (niemiecko-połabskich, niemiecko-słoweńskich; por. liczne nazwy miejscowe z członem Windisch / Wendisch).
W źródłach pisanych nazwa Słowian pojawia się w VI wieku n.e. Prokopiusz z Cezarei w Historii wojen używa nazw Σκλάβοι – Sklaboi, Σκλαβηνοί – Sklabēnoi, Σκλαυηνοί – Sklauenoi, Σθλαβηνοί – Sthlabenoi i Σκλαβῖνοι – Sklabinoi. Jordanes w Getyce użył nazwy Sclaveni.
Źródłosłów nazwy „Słowianie” nie jest jednoznacznie ustalony. Istnieje na ten temat kilka hipotez:

#### Etnonim: słowo z praindoeuropejskiego *ḱlew- (słuch, sława)
Roman Jakobson i wielu innych językoznawców nawiązuje do prasłowiańskiego rdzenia slovo (słowo), dopełniacz slovese, i powiązanego slava (sława), oraz sluxъ (słuch, czyli „sława, która się niesie”, porównaj „chodzą słuchy”), które pochodzą z praindoeuropejskiego * k’leu̯-os (być znanym, sława), pokrewnym starogreckiemu przyrostkowi -κλῆς (kles, słynny), który składa się na imię Peryklesa, łacińskiemu clueo (być nazwanym, słynnym), angielskiemu loud (głośny), awestyjskiemu sravah- („sława”), oraz sanskryckiemu श्रवस् – śrávas-.
Słowianie byliby to zatem ludzie „znający słowa”, czyli potrafiący mówić (zrozumiale) – w odróżnieniu od innych ludów, z którymi Słowianie się zetknęli, a którzy posługiwali się językami dla nich niezrozumiałymi (por. Niemcy – „niemi, ludzie nie mówiący zrozumiałym językiem”). Potwierdza to tezę, że ukształtowanie się etnicznej świadomości i samookreślenie Słowian nastąpiło w momencie zetknięcia się ich z innymi ludami. Silnym argumentem za tą hipotezą jest fakt, iż wszystkie ludy słowiańskie używają tej nazwy do samookreślenia i nie istnieje żadne samookreślenie alternatywne.

#### Sklavenoi (niewolnicy)
Wywód od „słowa” odrzucił Aleksander Brückner twierdząc, że źródłem są gr. sklavenoi i łac. sclavus, przy czym nazwą tą obejmowano tylko te plemiona słowiańskie, które graniczyły z ziemiami cesarstwa rzymskiego, co później objęło całą Słowiańszczyznę. Wtórnie nazwa ta (ze względu na dużą liczbę brańców w Rzymie, których Słowianie byli dostarczycielami, jak również którzy sami stanowili znaczną część) została utożsamiona ze słowem „niewolnik”. Dziennikarz Vittorio Messori jest zdania, że teorii tej przeczy fakt, że Słowianie pojawili się na kartach historii w momencie, kiedy łacina klasyczna zniknęła z użycia, a łacina średniowieczna, która była w użyciu, słowem slavus określała pańszczyźnianego chłopa. Języki grecki i łaciński używają oboczności sl- → skl-. Inna wątpliwość ma związek z pierwszym historycznie pewnym określeniem Słowian. Sklabenoi (gr.) w odmianie zmienia się na Sklawon-. Pierwotnie podobieństwo do słowa „niewolnik” (gr. Slávoi) istniało w formie odmienionej, poprzez procesy lingwistyczne rozpowszechniło się „W” zamiast „B”, a z tego prosta droga do upodobniania nazwy Słowian do niewolnika.

#### „Swój”
Według m.in. Zbigniewa Gołąba nazwa „Słowianie” (podobnie jak gr. ἒθνος – ethnos „etniczność”) wywodzi się od praindoeuropejskiego *su̯edhnos (z u niesylabicznym), a to od starszego przymiotnika *su̯edho / *su̯ebho „własny (pierwotnie „czyjś powinowaty”)”; stąd Svoběne → Sloběne „Słowianie” i Suēbi „Swebowie”, „Szwabowie”. Oba przymiotniki zostały utworzone z tego samego podstawowego rdzennie praindoeuropejskiego morfemu *s(u̯)e- „poza, obok”. Językoznawca, profesor Wiesław Boryś z Instytutu Slawistyki PAN wywodzi prasłowiańskie i ogólnosłowiańskie *svoboda / *sloboda (słń. slobost, czakawskie dialektalne slobo/slobost, scs. svobьstvo, biał. свабода [svaboda], bułg. свобода [svoboda], cz. svoboda, mac. слобода [sloboda], ros. свобода [svoboda], serb.-chorw. sloboda / слобода, słc. sloboda, ukr. свобода [svoboda], głuż. swoboda, pol. swoboda, staropol. słoboda, świeboda) od prasłowiańskiego svobъ (← *su̯o-bho ← *su̯os „własny”) w znaczeniu „należący do swego plemienia, mieszkający na własnej ziemi, będący u siebie”. Pierwotne *svoba → *sloba (z dysymilacją spółgłosek wargowych v – b > l – b, podobnie svoboda → sloboda; dysymilacja musiała zajść dość wcześnie, gdyż jej warunkiem była bilabialna wymowa v). Według W. Borysia *svoba można uznać za prastary derywat odprzymiotnikowy, abstractum z sufiksem -ā, pod względem budowy zbliżonym do „wiara” (prasłow. *věra). *Svoba oznaczało „stan znajdującego się w swoim plemieniu, na swojej ziemi, wśród swoich, bycie swobodnym”, stąd znaczenie „swoboda (robienia czegoś), wolność”.

#### Hydronim
Badacze Johann Peisker i Henryk Łowmiański wywodzili nazwę „Słowianie” od slova – „błoto” i wyjaśniali ją upodobaniem naszych przodków do wilgotnych terenów. Z tą teorią wiąże się podobna, za którą optowali m.in. Jan Michał Rozwadowski i Milan Budimir, że etnonim ten pochodził od konkretnego hydronimu o tej nazwie: Sława / Słowa, pochodzącego od prasłow. rdzenia *slov- / *slav- od praindoeur. *kʼleu- / *kʼlou- / *kʼlōu- „płynąć, skrapiać (czyścić)” (znanego m.in. z gr. κλύμενος – klimenos, κλυτόπωλος – klitopoulos, κλύζω – klizo, łac. cluěre „czyścić”, cloāca, lit. šlúoju, šlaviaũ, šlavinéti „zamiatać”). Zachowały się hydronimy z tym rdzeniem, na przykład Sława, dziś Wełnianka, lewy dopływ Wełny itd.

#### Egzonim (obce pochodzenie)
Marginalne znaczenie mają hipotezy o obcym pochodzeniu tego wyrazu – z języków celtyckich lub germańskich.

## Zróżnicowanie Słowian
Wśród Słowian wyróżnia się ponad 140 grup etnicznych o bardzo zróżnicowanej liczebności. Wszystkie te grupy według kryterium geograficznego dzieli się na trzy główne odłamy:
- Słowian zachodnich – Serbołużyczan, Polaków, Ślązaków, Kaszubów, Czechów i Słowaków[14],
- Słowian wschodnich – Białorusinów, Rosjan, Ukraińców i Rusinów[14],
- Słowian południowych – Boszniaków, Bułgarów, Chorwatów, Czarnogórców, Macedończyków, Serbów i Słoweńców[14].

Słowian zachodnich i wschodnich łączy się dla celów badawczych w grupę Słowian północnych, których odróżnia się od Słowian południowych. Nieistniejący w rzeczywistości odłam Słowian północnych występuje również w tworzonych przez hobbystów-lingwistów światach alternatywnych, np. w Ill Bethisad.
W przeszłości istniały również grupy:
- Słowian panońskich
- Słowian połabskich
- Słowian karantańskich

## Języki Słowian

Rozprzestrzenienie języków słowiańskich w Europie

Przynależność używanego języka jest najistotniejszym czynnikiem wyróżniającym Słowian spośród pozostałych ludów indoeuropejskich. Współczesne języki słowiańskie są potomkami języka prasłowiańskiego, z którego wyodrębniły się w okresie od przełomu V i VI wieku do XII wieku n.e. – w czasach wielkiej ekspansji Słowian i powstawania pierwszych państw słowiańskich. Wtedy ukształtował się zasadniczy podział języków słowiańskich na zachodniosłowiańskie, wschodniosłowiańskie i południowosłowiańskie.
Mimo podziałów wszystkie języki słowiańskie zachowały wiele wspólnych cech oraz podobnie brzmiących słów i konstrukcji językowych. Dzięki temu w pewnym, choć niewielkim zakresie są wzajemnie zrozumiałe.

## Osadnictwo słowiańskie

### Osadnictwo współczesne
Słowianie zasiedlają dziś:
- niemal całą Europę wschodnią (od Bałtyku do Uralu i od Morza Białego do Kaukazu) – z wyjątkiem niewielkich enklaw zamieszkanych przez ludy tureckie i ugrofińskie,
- pas Europy środkowej między Bałtykiem a Sudetami i Karpatami,
- część Europy południowej w postaci pasa wzdłuż północnej granicy Bałkanów, od Morza Adriatyckiego do Morza Czarnego,
- w Azji – część Azji Środkowej i pas południowej Syberii wzdłuż granicy rosyjsko-mongolskiej i rosyjsko-chińskiej aż do wybrzeża Oceanu Spokojnego nad Amurem.

Większość Słowian zamieszkuje dziś państwa narodowe, w których z reguły stanowią absolutną większość mieszkańców. Państwa te to:
- zachodniosłowiańskie:
  - Polska – 94% Polaków, 0,1% Ukraińców, 0,1% Białorusinów, 0,3% Ślązaków
  - Czechy – 94% Czechów, 1,3% Słowaków, 0,5% Polaków, 0,4% Ślązaków
  - Słowacja – 81% Słowaków, 0,6% Czechów
- wschodniosłowiańskie:
  - Rosja – 80% Rosjan, 2% Ukraińców, 0,5% Białorusinów
  - Ukraina – 78% Ukraińców, 17% Rosjan,
  - Białoruś – 84% Białorusinów, 8% Rosjan, 4% Polaków
- południowosłowiańskie:
  - Słowenia – 83% Słoweńców, 2% Serbów, 1,8% Chorwatów, 1,1% Boszniaków
  - Chorwacja – 90,42% Chorwatów, 4,36% Serbów, 0,73% Boszniaków, 0,25% Słoweńców
  - Bośnia i Hercegowina – 48% Boszniaków, 37% Serbów, 16% Chorwatów,
  - Czarnogóra – 45% Czarnogórców, 28% Serbów, 8,6% Boszniaków
  - Serbia (bez Kosowa i Metochii) – 83% Serbów, 2% Boszniaków
  - Macedonia Północna – 64% Macedończyków, 1,8% Serbów
  - Bułgaria – 84% Bułgarów.

Słowiańskie mniejszości narodowe zamieszkują liczne państwa europejskie i azjatyckie, głównie te leżące na terenie dawnego ZSRR:
- Austria – w kraju związkowym Karyntia ok. 2,3% Słoweńców karynckich[17], w kraju Burgenland ok. 6,1% Chorwatów
- Litwa – 9% Polaków, 6% Rosjan, 1% Białorusinów
- Łotwa – 27% Rosjan, 3% Białorusinów, 2% Polaków, 2% Ukraińców
- Estonia – 26% Rosjan, 2% Ukraińców, 1% Białorusinów
- Mołdawia – 11% Ukraińców, 9% Rosjan, 2% Bułgarów; w tym Naddniestrze – 29% Ukraińców, 30% Rosjan, 2% Bułgarów, 0,4% Polaków
- Turkmenistan – 7% Rosjan
- Kirgistan – 9% Rosjan
- Uzbekistan – 9% Rosjan
- Kazachstan – 24% Rosjan, 2% Ukraińców
- Tadżykistan – 1% Rosjan
- Niemcy – 0,05% Serbów łużyckich. 1,8–2,5% Polaków
- Węgry – 0,3% Słowaków, 0,3% Chorwatów, 0,1% Serbów, 0,1% inne słowiańskie w tym Ukraińcy, Słoweńcy, Bułgarzy i Polacy,
- Rumunia – 0,3% Ukraińców, 0,2% Rosjan, 0,1% Słowaków, 0,1% Serbów, 0,1% inne słowiańskie w tym Bułgarzy, Chorwaci, Czesi i Polacy

Do tych danych należy dodać liczną współczesną emigrację zarobkową z krajów słowiańskich do Europy Zachodniej i Ameryki, przede wszystkim północnej. Liczebność tej emigracji zmienia się płynnie w zależności od aktualnych warunków gospodarczych, jest ona również trudno uchwytna statystycznie, nie ulega jednak wątpliwości, że należy ją liczyć w milionach.

### Osadnictwo dawniejsze

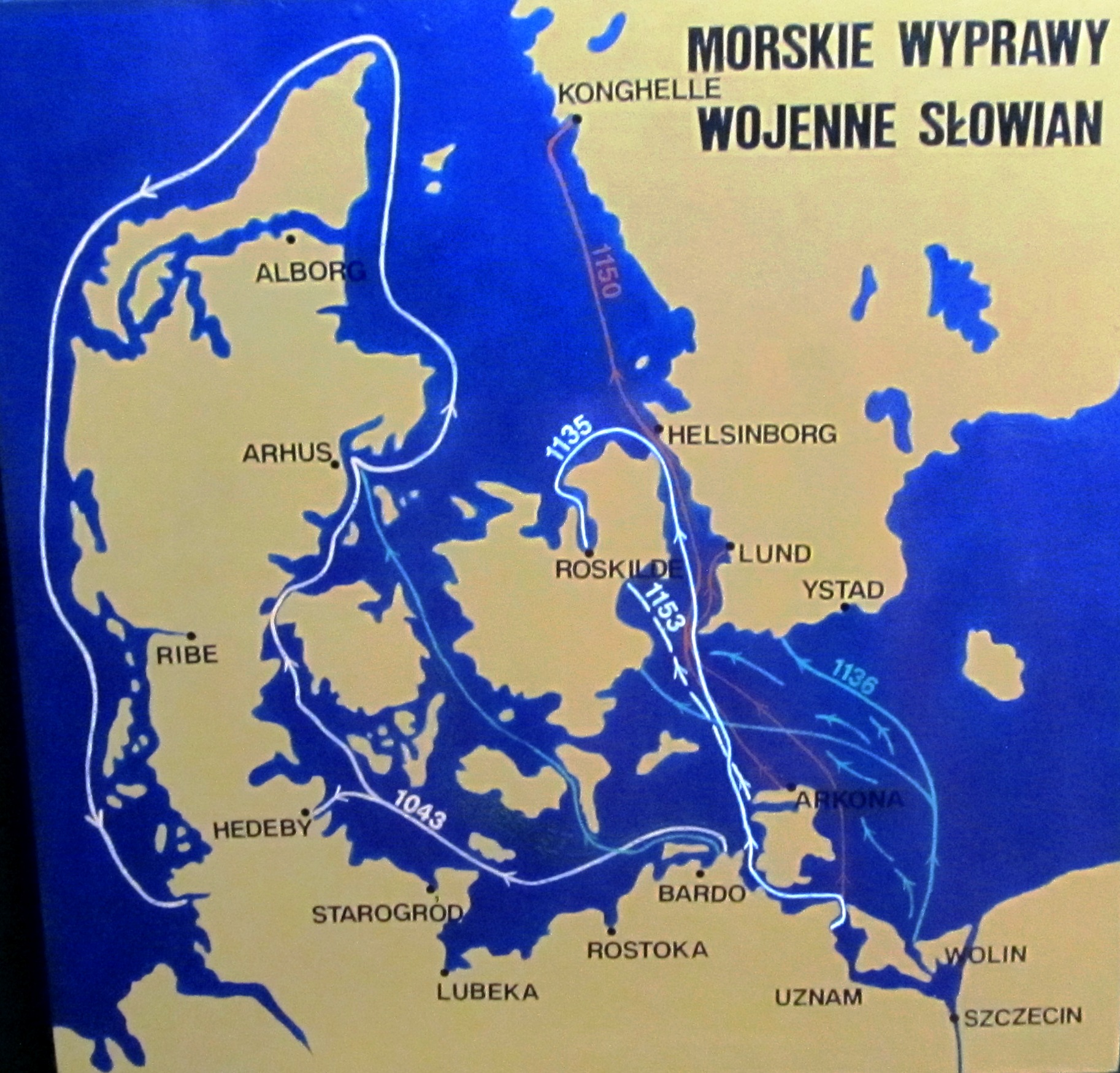
Słowiańskie kampanie wojenne w Skandynawii w XII wieku n.e.

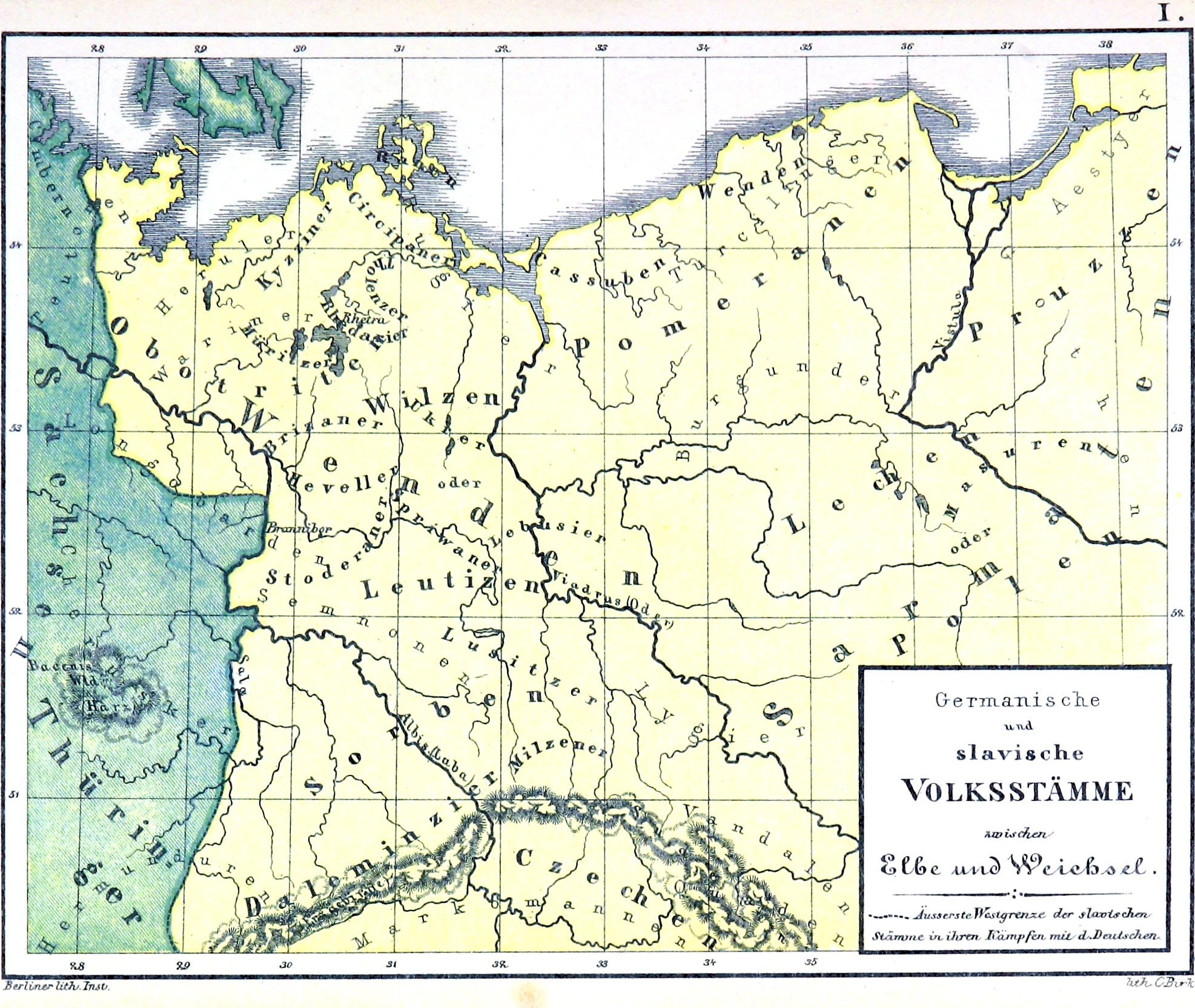
Tereny zamieszkane przez Słowian we wczesnym średniowieczu na niemieckiej mapie ukazującej przebieg granicy pomiędzy Słowianami, a Germanami tzw. Limes Sorabicus.

W toku wielkiej ekspansji Słowian w VI-VII wieku n.e., o skali porównywalnej z wcześniejszą o dwa stulecia wielką wędrówką ludów germańskich, Słowianie opanowali i zasiedlili znacznie większe tereny, niż zamieszkują dziś.
Na zachodzie osadnictwo słowiańskie sięgnęło Wagrii w południowym Holsztynie, lewego brzegu dolnej Łaby, Turyngii, dorzeczy górnego Menu i Radęcy w Bawarii, doliny Dunaju, Tyrolu i Niziny Friulskiej (por. Limes Sorabicus i Limes Saxoniae – rubieże frankijsko-słowiańskie). Wskutek późniejszej ekspansji Niemiec na te tereny zamieszkujący je Słowianie ulegli całkowitej germanizacji. W ciągu następnych stuleci granica osadnictwa słowiańskiego systematycznie cofała się na wschód, aż w pierwszej połowie XX wieku sięgnęła Odry i Wisły. W ten sposób zanikli Słowianie połabscy i alpejscy. Reliktem tego osadnictwa są Serbowie łużyccy zamieszkujący Łużyce na terenie dzisiejszych Niemiec. Według badań genetycznych szwajcarskiego projektu „iGenea” spośród 19 457 przebadanych próbek genetycznych pochodzących od mieszkańców obecnych Niemiec aż 30% pochodziło od ludów Europy Wschodniej, przede wszystkim Słowian.
Na południu Słowianie zasiedlili również tereny dzisiejszej Austrii, Węgier i Rumunii; Słowian zamieszkujących te tereny zwano panońskimi i dackimi. Tamtejsze osadnictwo słowiańskie zanikło wskutek ekspansji bawarskiej wzdłuż Dunaju (Austria), najazdu Węgrów do Kotliny Panońskiej (Węgry) i – jak się wydaje – ekspansji demograficznej Wołochów i Mołdawian (Rumunia). Tamtejsi Słowianie ulegli szybkiej asymilacji do Niemców austriackich oraz nieco powolniejszej madziaryzacji, natomiast osadnictwo w dawnej Dacji aż do XIX wieku miało charakter mieszany, z wyraźnym elementem słowiańskim w kulturze i języku; jednoznacznie romański charakter nadały dzisiejszej Rumunii dopiero reformy językowe i polityczne XIX wieku.
Również na południu ekspansja słowiańska (Sklawinowie, a potem Chorwaci, Serbowie i Bułgarzy) objęła tereny między Morzem Czarnym a Morzem Adriatyckim. Na obszarze tym państwa słowiańskie zachowały się do czasów współczesnych, pomimo parusetletniej utraty własnych struktur i dominacji innych kultur, głównie tureckiej, ale także niemieckiej (austriackiej).
W toku wielkiej ekspansji Słowianie dotarli również na same południowe krańce Półwyspu Bałkańskiego – do Tracji, Macedonii, Tesalii i na Peloponez, wypierając tamtejszą ludność rodzimą do refugiów w górach i ufortyfikowanych miastach. Jednakże wpływ kultury greckiej okazał się zbyt silny, zwłaszcza po przyjęciu chrześcijaństwa w wersji prawosławnej, i – w odróżnieniu od terenów leżących dalej na północ – na terenach dzisiejszej Grecji ostatecznie wziął górę żywioł grecki. Osadnictwo słowiańskie w tym państwie utrzymało się do dziś tylko w Macedonii i Tracji, gdzie jednak szybko ulega hellenizacji.
Odmiennie miała się rzecz na północno-wschodnich krańcach Słowiańszczyzny. Pod naciskiem tureckich i mongolskich ludów stepowych w późnym średniowieczu punkt ciężkości osadnictwa Słowian wschodnich przeniósł się z południowej strefy stepowej i lasostepowej na północ – w strefę lasów (por. „Zalesie” jako kraina historyczna Rosji). Osiedlając się na tych terenach Słowianie wschodni wypierali i asymilowali rodzimą ludność fińską i wołżańską. Proces ten trwa od średniowiecza do dziś: zamieszkujące północną Rosję ludy fińskie i wołżańskie z wolna, ale systematycznie zanikają i tracą swe tożsamości narodowe na rzecz etnosu rosyjskiego. Tak więc na tych terenach zasięg Słowiańszczyzny ulega systematycznemu powiększeniu.

## Zagadnienia genetyczne
Błędem jest bezpośrednie utożsamienie etnosu słowiańskiego z jakąś konkretną haplogrupą genetyczną. Należy jednak zauważyć, że haplogrupa R-1a1 występuje u dużego odsetka populacji słowiańskich: u 63% Serbów Łużyckich, 56% Polaków, 41,5–54% Ukraińców, 47% Rosjan, 39–46% Białorusinów, ponad 30% Słoweńców, Chorwatów i Macedończyków. Występuje ona jednak również u niespokrewnionych ze Słowianami mieszkańców Azji: Iszkaszimów (68%), Tadżyków (64%), Pasztunów (40–45%), Kirgizów (63%) i Ałtajczyków (38–53%). Również u Węgrów odsetek nosicieli tej haplogrupy w zależności od badań waha się od 20,4 do 60%, a u Litwinów i Łotyszy wynosi 30–45%.
Z kolei u Słowian południowych przeważa haplogrupa I-M170: u 65% mieszkańców Bośni i Hercegowiny, u 38% Chorwatów z lądu i do u 66% Chorwatów z wysp dalmatyńskich, u 38,5% Serbów, 38% Czarnogórców, 34% Macedończyków.
Wreszcie około 10–20% Rosjan jest nosicielami haplogrupy N-M231, a około 35% Czechów i Słowaków, 20% Polaków i Słoweńców oraz 10% Serbów – haplogrupy R-M269 (dawniej R1b).

Rozmieszczenie haplogrup najczęściej spotykanych wśród Słowian
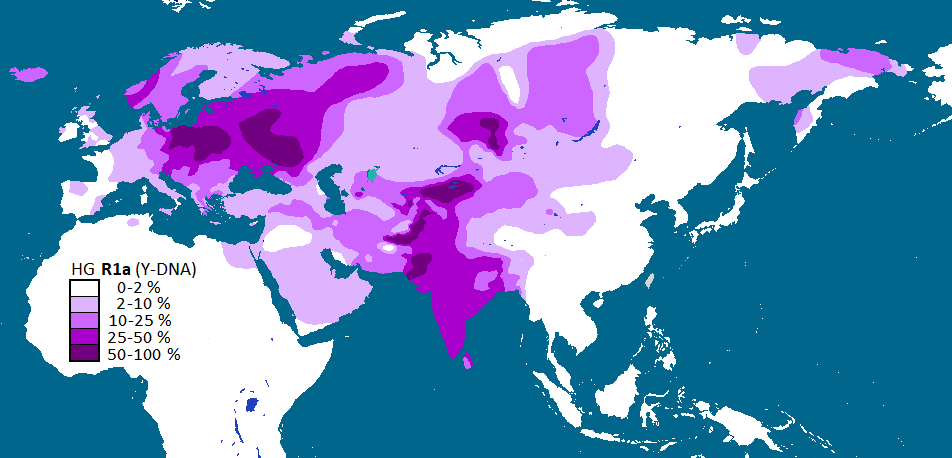
Haplogrupa R1a1 (Y-DNA)
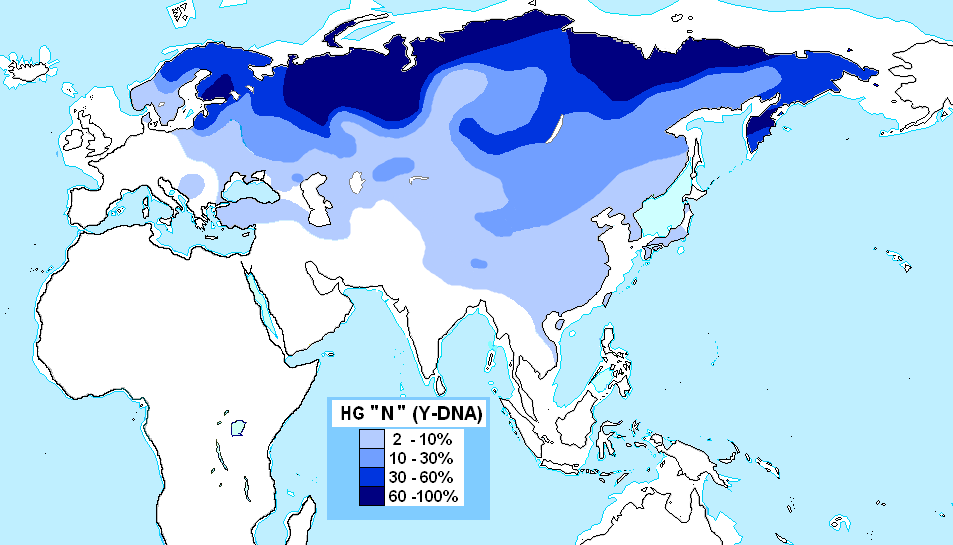
Haplogrupa N-M231 (N)

## Hipotezy dotyczące pochodzenia Słowian

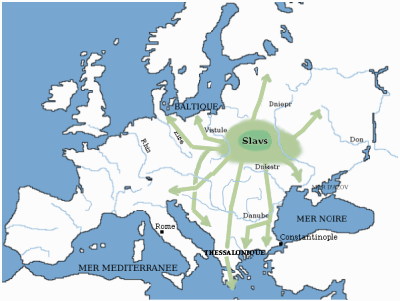
Według koncepcji allochtonicznej Słowianie początkowo zamieszkiwali obszar położony w Europie wschodniej, przy czym Polesie jest najczęściej akceptowaną lokalizacją

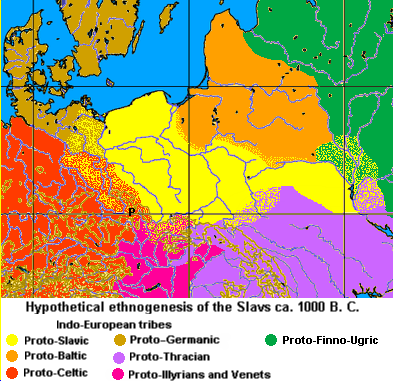
Hipotetyczna etnogeneza Słowian ok. 1000 p.n.e. według teorii autochtonicznej

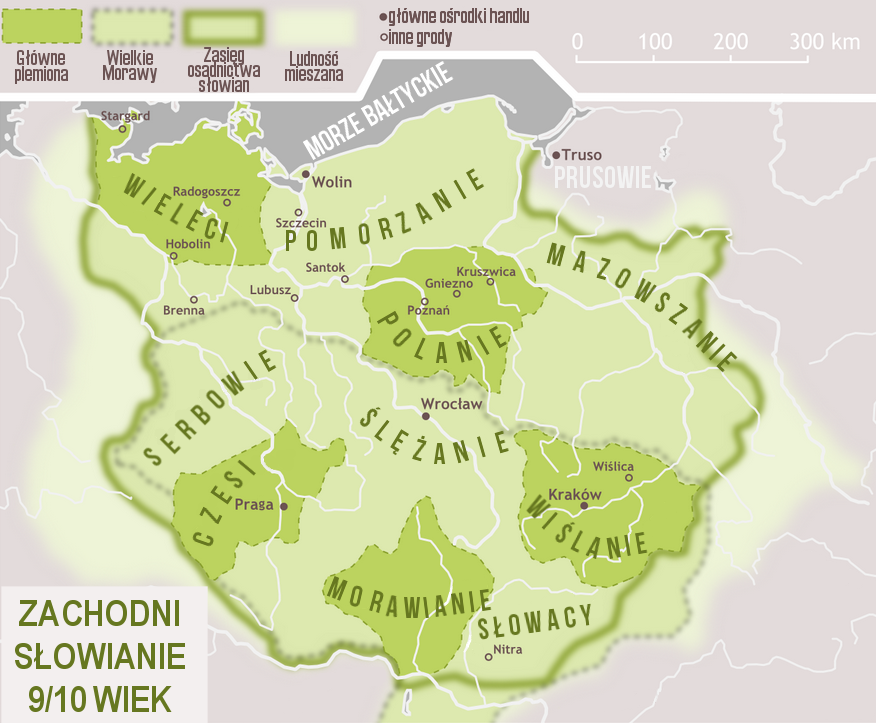
Plemiona zachodniosłowiańskie w IX-X w.

Od roku 1745, kiedy Johann Christoph Jordan opublikował w Wiedniu książkę De originibus slavicis, trwają ożywione dyskusje na temat tego, gdzie znajdowała się tzw. prakolebka Słowian i kiedy nastąpiła emigracja ludów słowiańskich z tej prakolebki. W tej kwestii wyróżnić można dwa generalne stanowiska:
- koncepcję allochtoniczną, która głosi, że przed etapem swoich wędrówek Słowianie zamieszkiwali obszar położony w Europie wschodniej, przy czym Polesie jest najczęściej akceptowaną lokalizacją[23][24];
- koncepcję autochtoniczną, która głosi, że przed etapem swoich wędrówek Słowianie zamieszkiwali tereny środkowej Europy, w szczególności obszar dzisiejszej Polski, pomiędzy Odrą i Bugiem.

Dyskusja na temat koncepcji autochtonicznej i allochtonicznej była w ciągu ostatnich 250 lat utrudniona wskutek częstego uwikłania w politykę i ideologię. Dla przykładu, kwestia autochtoniczności Słowian na terenie Polski miała istotne znaczenie dla Polaków w dobie zaborów; w okresie rodzenia się narodowego socjalizmu w Niemczech i w czasach hitlerowskich archeolodzy niemieccy często podkreślali dowody potwierdzające allochtoniczną koncepcję, zaś po II wojnie światowej polscy badacze ponownie często podkreślali dowody archeologiczne świadczące o autochtonizmie Słowian i prasłowiańskim charakterze Ziem Odzyskanych.
Wśród rozmaitych szczegółowych koncepcji, pomijając te, które nie mają żadnego oparcia w danych naukowych, wymienić można tytułem przykładu następujące proponowane lokalizacje „prakolebki” Słowian:
- na obszarze Polski, ewentualnie także na Wołyniu i Podolu (koncepcja archeologów Józefa Kostrzewskiego, Witolda Hensla, Konrada Jażdżewskiego, antropologów Jana Czekanowskiego, Wojciecha Kóčki, Andrzeja Wiercińskiego czy językoznawcy Witolda Mańczaka oraz mediewisty i onomasty Jerzego Nalepy)
  - Badania antropologiczne (przeprowadzone w różnych ośrodkach akademickich), dotyczące stopnia zróżnicowania antropologicznego populacji ludzkich zamieszkujących dorzecze Odry i Wisły w okresie wpływów rzymskich i we wczesnym średniowieczu wskazały, że pod względem cech morfologicznych (wynik podobny jak w przypadku analiz genetycznych), Słowianie zachodni plasują się centralnie pośród słowiańskich grup etnicznych, zajmując miejsce pomiędzy grupami germańskimi z jednej strony a grupami Słowian wschodnich z drugiej strony. Natomiast populacje ludności kultury wielbarskiej, ludności kultury przeworskiej i ludności kultury czerniachowskiej wykazują największe podobieństwo biologiczne do średniowiecznych populacji Słowian zachodnich[25]. Badania te potwierdziły także wcześniejsze wnioski wysuwane przez J. Czekanowskiego, W. Kóčkę i A. Wiercińskiego.
- na Środkowym Podnieprzu (koncepcja etnologa Kazimierza Moszyńskiego czy archeologów Kazimierza Godłowskiego i Michała Parczewskiego),
  - Teorię tę potwierdza, jak dotychczas jedna, analiza DNA (Y HG3)[26], która wyklucza możliwość lokowania praojczyzny Słowian na terenach Polski i podkreśla centralną rolę środkowego Naddnieprza.
- według językoznawcy Zbigniewa Gołąba:
  - praojczyzna w górnym dorzeczu Donu do 1000 p.n.e.,
  - pobyt nad środkowym Dnieprem,
  - po inwazji Scytów (700 p.n.e.) od Odry po Don,
- według koncepcji Martynowa:
  - etap prasłowiański w zachodniej części terytorium Bałtów (XII wiek p.n.e.),
  - oddziaływania substratu italskiego, wytworzenie kultury łużyckiej,
  - etap prasłowiański: oddziaływania irańskie (V wiek p.n.e.),
  - osiągnięcie zachodniej granicy na Odrze (V-III wiek p.n.e.),
  - kontakty z Celtami w okolicach Wrocławia (III wiek p.n.e.),
  - początki naszej ery: rozszerzenie obszaru słowiańskiego po Prypeć.
- według Trubaczowa:
  - praojczyzna Słowian nad środkowym Dunajem.

Dodatkowo zakłada się niekiedy, że:
- grupy plemienne sarmackich koczowników (może plemiona Antów, Serbów i Chorwatów) sprawowały zwierzchnictwo (np. poprzez ochronę przed innymi koczownikami, pobierając za to trybut), dołączyły do Słowian (będących rolnikami, piechotą), w wyniku czego powstała kultura mieszana przypominająca stosunki między Fulbe a Hausa w Afryce. Język prasłowiański miałby być ich skreolizowaną formą.
- brak (rozpoznanych) Słowian przed 400 r. n.e. oznacza, że byli oni wtedy jedną z grup bałtyckich, zapewne skrajnie południową; dorzecze Dniepru w starożytności było zamieszkane przez zróżnicowane grupy mówiące językami bałtyckimi, ich południowa peryferia została ok. 300–400 n.e. zmieszana z Sarmatami i uformowała się w nowy ekspansywny etnos znany jako Słowianie.

Do niedawna wśród badaczy słowiańskich, szczególnie polskich, panowało powszechne przekonanie, że Słowianie znajdowali się na ziemiach polskich już w pierwszej fazie ekspansji Indoeuropejczyków, skąd w V i VI wieku wyruszyli na południe zajmując Kotlinę Czeską, Morawy, Panonię, dzisiejszą Austrię, Karyntię, Słowenię, Chorwację i Dalmację oraz na zachód zajmując Połabie. Jednocześnie wschodni odłam Słowian z terenów stepowych nad Dniestrem i Dnieprem wyruszył na Bałkany.
Na przełomie XX i XXI wieku w nauce dominował pogląd, że obszaru wyjściowego migracji wszystkich Słowian należy szukać w dorzeczu środkowego i górnego Dniepru oraz Desny, na obszarze, na którym w pierwszych wiekach naszej ery (I-IV w. n.e.) archeolodzy wyróżniają archeologiczną kulturę kijowską, obecnie się przyjmuje, że jedynie część przybyszy zasymilowała się z wcześniejszymi autochtonami, natomiast badania genetyczne mtDNA wskazują na ciągłość genetyczną na terenie Polski.

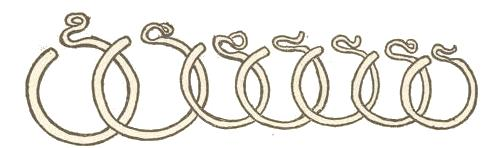
Kabłączek skroniowy – kobieca ozdoba słowiańska

### Źródła pisane dotyczące pochodzenia Słowian
O historii etnosu słowiańskiego można dowiedzieć się ze źródeł pisemnych, genetycznych, paleoantropologicznych, legendarnych, etnograficznych, lingwistycznych i archeologicznych.
Najstarsze źródła pisane wymieniające ludy, które ewentualnie mogą być utożsamiane ze Słowianami, pochodzą z I w. n.e. i są dziełem starożytnych historyków i geografów greckich i rzymskich. Wspominają oni mianowicie o ludzie Wenedów (Venedi) lub Wenetów (Venethi), zamieszkującym m.in. tereny identyfikowane z obszarem dzisiejszej Polski.
Tacyt w dziele Germania wymienia Wenetów wśród mieszkańców wschodniej Europy (na wschód od Wisły), Pliniusz Starszy w dziele Historia naturalna wymienia Wenedów jako zamieszkujących tereny pomiędzy Bałtykiem a Morzem Czarnym. W II w. Ptolemeusz z Aleksandrii w dziele Geographia wymienia Wenedów jako zamieszkujących Sarmację, w pobliżu Zatoki Wendyjskiej (utożsamianej z Zatoką Gdańską) i na wschód od rzeki Wistuli (Wisły). Wysunięto przypuszczenie, że Wenedów można identyfikować po części z twórcami archeologicznej kultury przeworskiej, w latach 80. XX wieku pogląd ten został zarzucony.
Tenże sam Ptolemeusz w dziele Geografia wymienia inne plemię Souobenoi, zamieszkujące nad Wołgą (Rha), które według odmiennej hipotezy jest utożsamiane ze Słowianami.
Znacznie później, bo w połowie VI w. n.e. Słowian opisał w swoim dziele „Opus magnum” (pol. „Historia wojen”) historyk bizantyński – Prokopiusz z Cezarei. Użył on terminów Sklaboi (Σκλάβοι), Σκλαβηνοί Sklabēnoi, Σκλαυηνοί Sklauenoi, Σθλαβηνοί Sthlauenoi, oraz Σκλαβῖνοι Sklabinoi. Także gocki historyk Jordanes w dziele „Getica” stwierdził, że Słowianie niegdyś zwani byli Wenetami, a po łacinie użył dla określenia ich nazwy Sclaveni. W swoim dziele napisał „Wewnątrz (...) jest Dacja, na kształt diademu uwieńczona Alpami [w rzeczywistości chodziło o Karpaty] a wzdłuż ich lewego stoku, który skłania się ku północy, rozsiadł się poczynając od źródeł rzeki Wiskla [tj. Wisły] na niezmierzonych obszarach liczny naród Wenedów. A choć imiona ich zmienne są teraz stosownie do rozmaitych szczepów, to przecież głównie nazywa się ich Sklawenami i Antami”. Na tej podstawie wielu uczonych, już od XIX w. utożsamiało Wenedów/Wenetów ze Słowianami i to utożsamienie stało się podstawowym argumentem dla teorii autochtonicznej.
W VI wieku Słowian wspomina też Marcin z Bragi w jednym ze swoich poematów (In Basicica):
Immanes variasque pio sub foedere Christi

Adsciscis gentes. Alamannus, Saxo, Toringus,

Pannonius, Rugus, Sclavus, Nara, Sarmata, Datus,

Ostrogothus, Francus, Burgundio, Dacus, Alanus,

Te duce, nosse Deum gaudent.
Przyjmuje się tu inspirację Sydoniuszem, jednak Marcin dodatkowo wymienia Słowian, oraz zagadkowe ludy Nara (mieszkańców Noricum?) i Datus (Danów?).
Najstarsze wzmianki, które bez żadnych wątpliwości można wiązać ze Słowianami zawierają dzieła historyków gockich, bizantyjskich, arabskich i innych, począwszy od VI stulecia – m.in. Jordanesa, Prokopiusza z Cezarei, Pseudo-Maurycego, Teofilakta Symokatty, Teofanesa, Konstantyna VII Porfirogenety, Ibrahima ibn Jakuba – a patrząc z perspektywy zachodniej króla angielskiego Alfreda czy tzw. Geografa Bawarskiego. Jeden z pierwszych z nich, Jordanes, wymienia nazwy dwóch odłamów Słowian: Antowie i Sklawinowie lub Sklawenowie (dodając, że dawniej wszyscy Słowianie zwani byli Wenetami).
Osobną grupę źródeł, w których wymienione są tereny Polski zamieszkane przez Słowian stanowią również dzieła geograficzne spisywane po persku oraz arabsku przez podróżników oraz kupców arabskich, które zostały zebrane w serii materiałów pt. Źródła arabskie do dziejów Słowiańszczyzny przetłumaczone przez Tadeusza Lewickiego oraz wydane w czterech tomach w latach 1956–1988 przez Polską Akademię Nauk.

## Początki ekspansji
Po rozbiciu przez Hunów w 375 państwa Gotów, zajmującego rozległe tereny od stoków karpackich i dolnego Dunaju na zachodzie aż po Dniepr na wschodzie, powstała możliwość przesunięcia się prasłowiańskich grup z obszaru dorzecza środkowego i górnego Dniepru na znacznie bardziej atrakcyjne (zarówno ze względu na dogodne warunki do uprawiania rolnictwa, jak i ze względu na bliskość Cesarstwa Bizantyjskiego) tereny dzisiejszej zachodniej Ukrainy i Mołdawii. Osadnictwo słowiańskie w tym okresie (schyłek V – początek VI w.) mogło sięgać na tereny dzisiejszej Polski do linii górnej Wisły, jak wynika z przekazu Jordanesa, jak również z wymowy źródeł archeologicznych.
Kolejny etap migracji Słowian na południe stał się możliwy po rozbiciu kaganatu huńskiego w roku 454. Wówczas Słowianie przesunęli się na północny brzeg dolnego Dunaju, czyli na granicę Cesarstwa. W latach 518–527 Antowie najechali Bizancjum, potem ich nazwa znika z zapisów historycznych. W latach 549–550 Sklawinowie spustoszyli prawie cały Półwysep Bałkański. W 551 rozbili pod Adrianopolem armię Justyniana I.
Przybycie Awarów w tę strefę około roku 558 zmieniło sytuację Słowian, którzy zostali podporządkowani koczownikom. Dalsza ekspansja Słowian na południe odbywała się aż do roku 626 w ramach najazdów awarsko-słowiańskich. Wówczas też bardziej atrakcyjny stał się kierunek migracji na północny zachód, wzdłuż łuku Karpat na ziemie dzisiejszej Polski (druga połowa VI w.) i dalej na tereny położone nad Łabą na terenie dzisiejszych wschodnich Niemiec (pocz. VII w.).

## Życie i władza
Najstarszy znany ustrój panujący wśród Słowian to demokracja plemienna. Ludność zajmowała się hodowlą bydła i uprawą ziemi, głównie prosa i beru. Budowała osady wzdłuż rzek. Podstawową formą budynku mieszkalnego była niewielka ziemianka o planie kwadratu, z dużym piecem kamiennym lub glinianym. Chaty rozmieszczone były w jednym lub kilku rzędach wzdłuż rzeki. Kultura materialna wczesnych Słowian jest uboga w wyroby metalowe: licznie natomiast występują proste, niezdobione naczynia gliniane, wykonywane bez użycia koła garncarskiego. Słowianie przejawiali jednak łatwość w przyswajaniu sobie obcych wzorów – na terenach, gdzie kontaktowali się z Cesarstwem Bizantyjskim czy z Awarami, występują liczne ozdoby o formach zaczerpniętych z tych kultur. Nad Dunajem Słowianie zapoznali się też z takimi wynalazkami, jak np. koło garncarskie.
Kilka spokrewnionych rodzin tworzyło ród, wspólnotę opartą na związkach krwi. Ziemię uprawiano przez kilka lat, a po jej wyjałowieniu się przenoszono siedzibę o kilka lub kilkanaście kilometrów. Na nowym miejscu wypalano las i użyźniano popiołem ugory.
Do elity plemiennej należała starszyzna plemienna, wybierana z najbogatszych rodów (żupani i władykowie) oraz wojownicy posiadający konie. Pośród nich, na ogólnym zgromadzeniu zwanym wiecem, wybierano dowódców wojskowych (wojewodów, czelników i kneziów). W czasie wędrówki na zachód i ciągłych wojen właśnie dowódcom wojskowym udało się utrzymać faktyczną władzę polityczną i przekazać ją nawet własnym synom, mimo że większość spraw plemiennych załatwiano nadal podczas ogólnego zgromadzenia (wiecu).
Prokopiusz żyjący za cesarza Justyniana w pierwszej połowie VI wieku, mówi o Słowianach naddunajskich:
"w postaci nawet nie bardzo się od siebie różnią, są rośli i mocni wszyscy, cera ich nie nader biała, a włosy nie blond, ale też nie czarne, lecz ciemne”
Ponadto, Prokopiusz charakteryzuje system władzy Sklawinów oraz Antów w następujący sposób:
"Albowiem te plemiona, Sklawinowie i Antowie, nie podlegają władzy jednego człowieka, lecz od dawna żyją w ludowładztwie i dlatego zawsze wszystkie pomyślne i niepomyślne sprawy załatwiane bywają na ogólnym zgromadzeniu"

## Pierwsze państwa słowiańskie
- Państwo Antów (ok. V w.): Jerzy Strzelczyk na podstawie kroniki Getica Jordanesa wysuwa teorię o quasi-państwie Antów, które miałoby istnieć około V w. i być zarządzane przez rzekomego króla Boza. Gdy, podczas powtarzanego po dwakroć najazdu Gotów, Boz wraz ze swoimi synami tudzież 70 naczelnikami[d] ponosi śmierć przez ukrzyżowanie, państwo to przestaje istnieć[48].
- Państwo Samona (pierwsza połowa VII w.): założone około 624 r. przez kupca frankijskiego Samona, zapewne pochodzenia celtyckiego. Prawdopodobnie miało charakter związku plemion z centrum na Morawach. Samon dał się poznać jako waleczny władca Słowian, który toczył wojny z Awarami i Frankami. Po jego śmierci państwo rozpadło się[49].
- Karantania: państwo założone przez słowiańskie plemię Karantan. Istniało już w VII wieku, a głównym ośrodkiem był Krnski Grad (okolice dzisiejszego Klagenfurtu w Austrii). Od lat czterdziestych VIII wieku zależne od królestwa Franków. Po klęsce powstania Ljudewita w latach dwudziestych IX wieku jego odrębność została zlikwidowana.
- Bułgaria: państwo założone przez turecki lud Protobułgarów. Stojący na ich czele chan Asparuch w 681 roku podporządkował swej władzy Słowian zamieszkujących Dobrudżę. W IX wieku Protobułgarzy ulegli slawizacji.
- Slawonia: państwo ze stolicą w Sisak powstało prawdopodobnie w końcu VIII wieku. Było zależne od królestwa Franków. Władca Slawonii, książę Ljudewit, wzniecił w roku 819 powstanie przeciw Frankom. Zostało ono jednak stłumione, a około 838 roku Slawonia została włączona do państwa frankijskiego.
- Chorwacja: państwo ze stolicą w Ninie powstało na przełomie VIII i IX wieku. Na początku IX wieku jego władca Borna przyjął chrzest.
- Księstwo Nitrzańskie: Jest najstarszym znanym organem państwowym Proto-Słowaków. Początkowo niezależne, od 833 część Państwa Wielkomorawskiego.
- Państwo wielkomorawskie: powstało ok. 830 r. na ziemiach Moraw i Słowacji. Jego pierwszy władca to Mojmir I. Upadło ok. 906 roku w wyniku najazdu Madziarów.
- Księstwo Błatneńskie (840-876)
- Księstwo Wiślan: powstało w IX wieku. Stolicą (głównym grodem) był zapewne Kraków. Prawdopodobnie od 874 do 907 zależne od państwa wielkomorawskiego. Między rokiem 873 a 885 książę Wiślan przyjął chrzest w obrządku słowiańskim[potrzebny przypis]. Państwo to zostało przyłączone do Polski przez Mieszka I, bądź Bolesława Chrobrego.

## Słowianie na ziemiach polskich

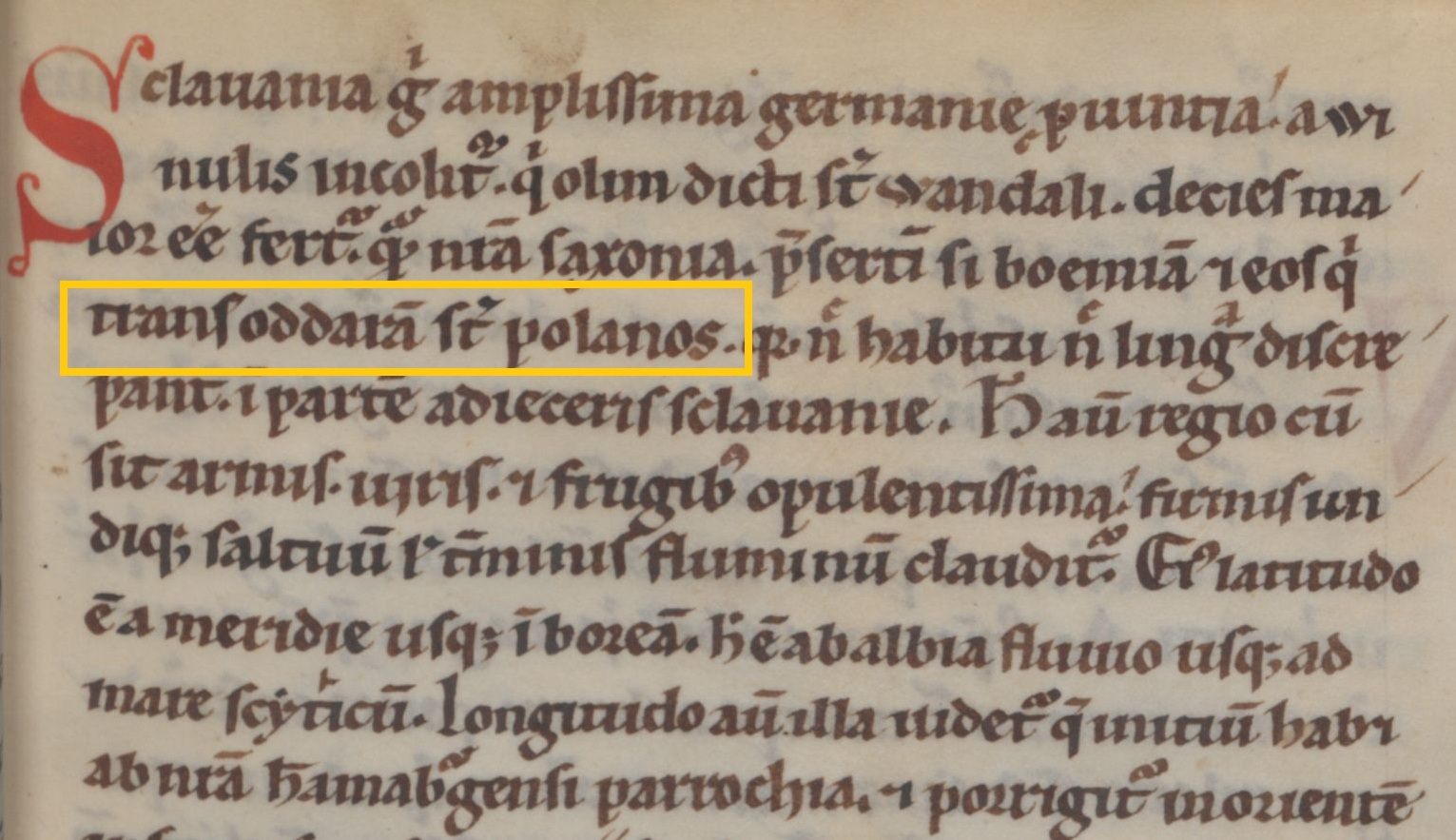
Fragment XI wiecznego „Gesta Hammaburgensis ecclesiae pontificum” Adama z Bremy wymieniający Polan żyjących wzdłuż Odry „trans Oddaram sunt Polanos”.

Ruski kronikarz Nestor z Kijowa dał jedno z wczesnych świadectw obecności Słowian na terenie obecnej Polski w kronice napisanej ok. 1113 Powieść minionych lat. Wszystkich Słowian zachodnich mieszkających zarówno w rejonie Warty (Polanie), dolnej Odry (Lutycy), jak i środkowej Wisły (Mazowszanie i dolnej Wisły (Pomorzanie) wywodził od ludu Lachów (Lechitów.), staroruskie Лѧх (Lęch/Ljach/Lach) (1115) Nazwa „Lachy” jeszcze do dziś zachowała się w językach wschodnich Słowian – Ukraińców, Białorusinów i Rosjan, którzy czasem obraźliwie nazywają tak Polaków.
sowieni że owi priszedsze siedosza na Wisle, i prozwaszasja lachowie, a ot tiech lachow prozwaszasja polanie, lachowie druzii luticzi, ini mazowszanie, ini pomorianie
Pełny fragment kroniki Nestora w przełożeniu na język polski brzmi:
Gdy bowiem Włosi naszli na Słowian naddunajskich i osiadłszy pośród nich ciemiężyli ich, to Słowianie ci przyszedłszy, siedli nad Wisłą i przezwali się Lachami, a od tych Lachów przezwali się jedni Polanami, drudzy Lachowie Lutyczami, inni Mazowszanami, inni – Pomorzanami. – Nestor z Kijowa – Powieść minionych lat kronika napisana ok. 1113
Na ziemiach polskich początkowo podstawową komórką społeczną była rodzina wraz z krewnymi. Grupa rodzin z danego terytorium tworzyła małą społeczność zwaną opolem. Opola z poszczególnych terenów (zazwyczaj oddzielonych od siebie barierami naturalnymi jak rzeki, góry czy bory) tworzyły plemiona (np. Polanie, Wiślanie, Bobrzanie, Goplanie itp.). Na co dzień opolem zarządzał wiec plemienny, który w razie zagrożenia wybierał dowódcę (księcia lub wojewodę). Z czasem jednak tymczasowi wodzowie chcieli utrzymać władzę nad coraz liczniejszymi wspólnotami. Właśnie ich ambicje przyczyniły się do jednoczenia całych plemion we wspólnoty.
Na terenach Polski mieszkało wiele plemion słowiańskich, z których największe to Wiślanie (nad górną Wisłą), Polanie (nad Wartą), liczne plemiona śląskie, plemiona pomorskie, Mazowszanie (nad środkową Wisłą), Goplanie (na Kujawach), czy Lędzianie (nad Sanem i Wieprzem). Wiele z nich zapewne zaczęło się jednoczyć, lecz największy sukces odnieśli Polanie. Pierwszym udokumentowanym władcą państwa Polan był Mieszko I. Zgodnie z przekazem Galla Anonima przed Mieszkiem państwem Polan rządził „król” Popiel, a po nim kolejni potomkowie Piasta: Siemowit, Lestek i Siemomysł.